# Мідно-нікелеві руди
Основна маса нікелю (65%) вилучається з магматичних сульфідних мідно-нікелевих руд у вигляді сульфідних мінералів і силікатів, характеристика яких наведена у табл. 6.8. Основні мінерали в рудах цих родовищ — піротин, пентландит, халькопірит, магнетит, зустрічаються пірит, кубаніт, полідиміт, нікелін, мілерит, віоларит, а також мінерали платинової групи, галеніт, сфалерит, борніт. Вміст нікелю в сульфідних рудах коливається від 0,3 до 4%, а співвідношення міді і нікелю в маломідистих рудах коливається від 0,5:1 до 0,8:1, у високомідистих — від 2:1 до 4:1. В цих рудах, крім міді і нікелю, міститься кобальт, а також золото, платина, паладій, рутеній, селен, телур і ін. На території України нікелеві руди виявлено на Побужжі (6 родовищ) та у Придніпров'ї (4 родовища).

## Класифікація руд. Окремі типи руд.
У залежності від текстурних особливостей сульфідні руди підрозділяються на такі типи: вкраплені, брекчієподібні, суцільні, силікатні, прожилкові і прожилкові вкраплені.
Вкраплені руди — найбільш розповсюджені сульфідні нікелеві руди. Сульфідні мінерали у цих рудах розподілені між серпентизованим олівіном і піроксеном. Співвідношення нікелю, міді і кобальту складає (55÷50):(28÷23):1.
Брекчієподібні руди належать до типу багатих промислових руд. Вміст брекчій у рудних тілах коливається від 2 до 25%. Руди складаються з уламків серпентинітів, філітів і туфітів зцементованих дрібнозернистою сульфідною масою, що складається з піротину, пентландиту і халькопіриту, вміст яких дорівнює 60 — 75%. Співвідношення нікелю, міді і кобальту становить 56:22:1.
Суцільні сульфідні руди тісно пов'язані з брекчієподібними в нижніх частинах рудного тіла. Вони складаються переважно з піротину (60 — 80%), пентландиту і халькопіриту. Крупність зерен пентландиту може досягати 5 — 10 мм. У процесі метаморфізму у суцільних рудах відбувається десульфідизація і окиснення первинних сульфідів, в результаті чого утворюються пірит, магнетит, сидерит, віоларит. Співвідношення нікелю, міді і кобальту складає (35÷25):(17÷14):1.
Прожилкові і прожилкові вкраплені руди мають невелике розповсюдження. Вони відрізняються тонким взаємним проростанням основних сульфідних мінералів — піротину, пентландиту і халькопіриту. Співвідношення нікелю, міді і кобальту становить 47:48:1.
Силікатні нікелеві руди являють собою сипкі і глиноподібні породи — продукт вивітрювання ультрабазитів. З силікатних руд видобувається 15 — 20% нікелю. Ці руди характеризуються невисоким вмістом нікелю, але великими запасами. Вміст нікелю в силікатних рудах рідко перевищує 0,9 — 1,4%. Серед силікатних руд виділяють залізисті, кременисті, магнезіальні і глиноземисті. Співвідношення нікелю і кобальту складає (20÷30):1.